# Concerto pour piano no 4 de Prokofiev
Pour les articles homonymes, voir Concerto pour piano (homonymie).
Le Concerto pour piano no 4 pour la main gauche en si bémol majeur, opus 53 a été écrit en 1930 par Serge Prokofiev. 
Il s'agit du quatrième des cinq concertos pour piano du compositeur, écrit neuf ans après le précédent et deux ans avant son dernier. Il est, à peu près, contemporain de sa quatrième symphonie.
Il fait partie de plusieurs œuvres pour la main gauche commandées par le pianiste autrichien Paul Wittgenstein, amputé du bras droit au cours de la Première Guerre mondiale. Le dédicataire n'apprécia cependant pas la partition et refusa de l'inclure dans son répertoire,. Prokofiev envisagea l'idée de réécrire le concerto pour deux mains, mais ne le fit jamais. L'œuvre fut créée à Berlin, trois ans après la mort du compositeur, le 5 septembre 1956 par Siegfried Rapp, pianiste ayant également perdu son bras droit mais durant la Seconde Guerre mondiale, avec l'orchestre radio symphonique de Berlin-Ouest sous la direction de Martin Rich,. L'accueil fut mitigé.
D'une grande exigence technique pour le pianiste et d'une orchestration à la beauté aérienne, l'œuvre est en quatre mouvements. Beaucoup moins populaire que celui de Maurice Ravel, ce concerto s'achève par un final déconcertant d'une durée d'une minute et vingt secondes, ce qui a sans doute contribué à son peu de succès.[réf. nécessaire]

## Analyse de l'œuvre
1. Vivace
2. Andante
3. Moderato
4. Vivace

## Orchestration
| Nomenclature du Concerto pour piano no 4                              |
| Cordes                                                                |
| Premiers violons, seconds violons, altos, violoncelles, contrebasses, |
| Bois                                                                  |
| 2 flûtes, 2 hautbois, 2 clarinettes en la, 2 bassons,                 |
| Cuivres                                                               |
| 2 cors en ré, 1 trompette en ré, 1 trombone                           |
| Clavier                                                               |
| Piano                                                                 |
| Percussions                                                           |
| Timbales, petite batterie                                             |

- Durée moyenne : 22 à 24 minutes.